# Estimulació cognitiva
En psicoteràpia, el terme estimulació cognitiva fa referència a totes aquelles activitats dirigides a millorar el rendiment cognitiu general o algun dels seus processos i components específics (atenció, memòria, llenguatge, funcions executives, càlcul, etc.), ja sigui aquesta en subjectes sans com en pacients amb algun tipus de lesió en el sistema nerviós central. En alguns contextos s'usa el terme rehabilitació, que va més enllà i implica el restabliment de la situació dels pacients al grau de funcionament més alt possible a nivell físic, psicològic i d'adaptació social. Això inclou posar tots els mitjans possibles per a reduir l'impacte de les condicions que són incapacitants i per a permetre als pacients arribar a un nivell òptim d'integració social.

## Objectiu
L'objectiu bàsic de la psicoestimulació és el d'afavorir la neuroplasticitat, mitjançant l'estimulació de capacitats intel·lectuals, emocionals, relacionals i físiques, de manera integral. D'aquesta manera, el deteriorament es pot pal·liar, compensar, o retardar.
En els estadis lleus de demència, el deteriorament cognitiu és sovint el símptoma més incapacitant i angoixant per a la família i el malalt. El deteriorament de la memòria, juntament amb altres dificultats cognitives, pot tenir un impacte en la confiança en si mateix i pot conduir a ansietat o depressió. Per això, la psicoestimulació és un tractament individualitzat, enfocat en l'estat de les funcions cognitives del pacient per tal d'afavorir-ne el benestar i procurar millorar la seva condició.

## Aplicació
L'estimulació cognitiva és un mètode no farmacològic que pretén des de la psicologia assistir aspectes del funcionament cognitiu, permetent una major independència i potencialment minimitzant les dificultats que el pacient estigui experimentant. El pas previ a la intervenció cognitiva és l'exploració neuropsicològica, orientada a conèixer els dèficits i el grau de consciència dels mateixos, les capacitats residuals i la repercussió d'aquests dèficits en la vida diària; a més de permetre traçar un adequat pla d'estimulació o intervenció cognitiva.
En els darrers anys, ha augmentat la demanda en l'aplicació d'aquests programes. En la pràctica clínica, aquests programes s'apliquen en persones grans amb deteriorament cognitiu lleu i demència, i s'apliquen com a estratègia complementària al tractament farmacològic i en el marc d'una atenció integral. Aquests programes s'apliquen en centres de dia, hospitals de dia o en residències.
Es focalitza en identificar i abordar objectius individuals, que poden requerir estratègies per adquirir nova informació o mètodes compensatoris com ajudes de memòria. Una hipòtesi subjacent és que un entrenament cognitiu rutinari té el potencial de millorar, o almenys de mantenir el funcionament en el domini donat. Una altra hipòtesi addicional és que qualsevol efecte en la pràctica es generalitzarà més enllà del context de l'entrenament immediat, tot i que gairebé no hi ha evidència d'aquesta darrera hipòtesi.
Les tasques poden presentar-se en llapis i paper, mitjançant un ordinador, o verbalment, mitjançant activitats i discussions, i implicant anàlegs de les activitats de la vida diària.
Els programes d'estimulació cognitiva impliquen la pràctica guiada d'exercicis dissenyats per enfortir les funcions cognitives, com ara la memòria, l'atenció, el llenguatge, les funcions executives, l'orientació, el càlcul, les funcions perceptives i el raonament verbal. Sovint, aquests programes es realitzen en grup amb un procediment sistematitzat. L'exercitació de les funcions cognitives requereix la incorporació d'un feedback permanent amb la persona i l'ús d'estratègies i reforços perquè aquesta sigui efectiva.

## Eficàcia
L'eficàcia de la teràpia d'estimulació cognitiva per la demència amb relació a la funció cognitiva ha estat demostrada de forma efectiva i consistent, mitjançant mesures d'eficàcia cognitiva comunament utilitzades. No s'han reportat efectes adversos. Alguns estudis també indiquen que l'estimulació cognitiva pot estar associada amb millores a la qualitat de vida i a la comunicació.
Malgrat haver-hi alguns estudis amb evidència contradictòria sobre el benefici d'aquests programes, la comunitat científica ha reconegut la importància d'intervencions cognitives orientades a preservar l'autonomia, la independència i la qualitat de vida de les persones grans. Guies de pràctica clínica geriàtrica recomanen la participació de persones amb malaltia d'Alzheimer lleu o moderada en programes d'intervenció cognitiva, per mantenir la seva funció cognitiva, funcionalitat i qualitat de vida.